# Revenge of the Green Dragons
Revenge of the Green Dragons ist ein Kriminalfilm aus dem Jahr 2014. Der Film basiert auf Artikeln von Fredric Dannen, einem Journalisten des New Yorker, über chinesische Gangs in New York City der 1980er und 1990er Jahre.

## Handlung
Sonny und seine Mutter werden von Menschenschmugglern in die USA gebracht. Während der Überfahrt verstirbt sie und Sonny kommt allein in New York an, wo er von der Anführerin der Schmuggler zu einer neuen Familie gebracht wird. Durch den Sohn der Familie, Steven, kommt er in Kontakt mit einer Gang namens „Green Dragons“. Eines Tages holt der Anführer der Dragons einen Verwandten und dessen Tochter aus Hongkong in die USA, wodurch eine Kette von Ereignissen in Gang gesetzt wird, die in einen blutigen Bandenkrieg mündet.

## Veröffentlichung
Revenge of the Green Dragons wurde am 10. September 2014 im Rahmen des Toronto International Film Festivals uraufgeführt. In Deutschland wurde der Film am 26. Februar 2015 auf DVD und Blu-ray Disc veröffentlicht.

## Kritik
„In seinem Hollywood-Debüt vermittelt Andrew Lau tiefe Einblicke in die exilchinesische Subkultur, ihre Rituale und Verhaltensweisen, wobei die elegante Inszenierung in schnellen Schnitten durchaus auch auf explosive Gewaltausbrüche setzt. Ein ebenso mitreißendes wie ernüchterndes Bild asiatisch organisierter Kriminalität.“